# Монгугай (минный заградитель)
Монгугай — транспорт, затем минный заградитель русского императорского флота Тихого океана.

## Строительство
Построен в 1896 году в Германии как товарный пароход «Pronto». Первоначально принадлежал судовладельцу Г. М. Струве и был приписан к Бланкенезе. 27 июля 1904 года был куплен во Владивостоке через местную фирму «Кунст и Альберст» за 170 тыс. рублей для несения транспортной службы при флоте Тихого океана. Был зачислен в списки флота как «транспорт № 4», 7 августа того же года переименован в «Монгугай».

## Служба
3 июня 1905 года включён в состав отдельного отряда судов для охраны вод Уссурийского края. По окончании русско-японской войны разоружён. 8 декабря 1907 года зачислен как вспомогательное судно в отряд Амурского лимана Действующего флота Тихого океана и вооружён семью 47-мм орудиями.
В 1909—1911 годах прошёл капитальный ремонт во Владивостоке с установкой нового котла Ижорского завода. Переоборудован в минный заградитель на 180 мин заграждения. 1 января 1911 года зачислен в состав отряда заградителей Сибирской флотилии. В 1913 году оборудован дополнительный трюм для размещения 130 мин заграждения.
В 1915 году использовался для прохождения штурманской практики воспитанниками Отдельных гардемаринских классов. 2 ноября 1916 года списан во Владивостокский порт, а 9 ноября исключен из списка судов Морского ведомства.
9 февраля 1917 года пароход был передан Добровольному флоту и под тем же названием использовался на каботажных приморских линиях. В июле 1921 года был уведён командой в бухту Ольга и отдан в распоряжение дальневосточных партизан. 14 ноября 1921 того же года был отбит белогвардейскими войсками и возвращен владельцам. 23 октября 1922 года во время эвакуации эскадры адмирала Г. К. Старка был захвачен ледоколом «Байкал» и уведен в Шанхай.
12 апреля 1925 года вернулся во Владивосток и 14 апреля был зачислен в качестве транспорта в состав Морских сил Дальнего Востока. 15 мая 1925 года передан Владивостокскому торговому порту, а затем вошёл в состав Дальневосточной главной конторы АО «Совторгфлот». В конце 1920-х годов был передан во Владивостокский порт на консервацию.
28 ноября 1933 года пароход был передан ВМС РККА для использования в качестве минного блокшива. Некоторое время на корабле находился штаб ОВРа Главной базы Тихоокеанского флота. 8 декабря 1935 года переклассифицирован в плавучую базу.
17 июня 1940 года исключен из списка судов флота. В 1951 году разобран на металлолом во Владивостоке.